# کراسکو
کراسکو (به ایتالیایی: Carasco) یک کومونه در ایتالیا است که در استان جنوا واقع شده‌است.

## خصوصیات
کراسکو ۸٫۶ کیلومترمربع مساحت و ۳٬۵۹۵ نفر جمعیت دارد و ۲۶ متر بالاتر از سطح دریا واقع شده‌است.